# Pont de l'Hôtel de Ville
 (septembre 2017).
Si vous disposez d'ouvrages ou d'articles de référence ou si vous connaissez des sites web de qualité traitant du thème abordé ici, merci de compléter l'article en donnant les références utiles à sa vérifiabilité et en les liant à la section « Notes et références ».
Le pont de l'Hôtel de Ville (1809-1836-1845-1864) est un des vingt ponts construits dans la commune de Rive-de-Gier, dans le département de la Loire. Au départ il s'agit d'une passerelle réservée aux piétons. Elle est emportée par la crue de 1834, remplacée par une autre de 1836 à 1845, puis le pont de l'hospice en 1846. À cause de la forte circulation sur le pont, il menace de s'écrouler, un nouveau pont est construit en 1864 décidé par la municipalité. Cette fois, il est fait de pierre issue des carrières du Mouillon, avec la couverture du Gier, il disparut en 1936.

## Histoire

### Le pont
Au début du XIXe siècle il existait une passerelle reliant la rive droite du Gier au port du canal. Cette passerelle en bois avait une longueur de 39,2 mètres pour une largeur de 1,94 mètre. Comme tous les ponts en bois de cette époque, la passerelle était fragile et en 1832 il fallut procéder à un replatelage. Mais les 26 et 27 août 1834, à la suite de fortes crues, la passerelle fut détruite. Le maire de Rive-de-Gier, M. Ronat écrivit au sous-préfet pour lui annoncer l'urgence de la création d'une passerelle en fil de fer destinée à rétablir la communication entre le port du Canal et le quai de l'Hôpital. Le conseil municipal avait décidé de réaliser cette passerelle dans ses réunions de décembre 1834 et février 1835. 
Le 8 janvier 1835, l'ingénieur Rolland de Ravel présenta un devis ; la dépense prévue s'élevait à 6 700 francs. Les travaux exécutés par l'entrepreneur Reynaud, se montèrent en réalité à 8 664 francs. 
Trois ans plus tard il fallut effectuer des réparations à cette nouvelle passerelle, empêchant en partie la circulation dû au trafic de plus en plus important ce qui provoqua un manque de fiabilité et une préoccupation urgente à remplacer l'ouvrage. La seconde passerelle fut remplacée par une nouveau pont à système mixte, coûtant la somme de 12 848 francs.
En cette première moitié du XIXe siècle, l’industrie minière était en plein essor, les moyens de forage permettant d'atteindre des profondeurs de puits et de galeries ayant des conséquences importantes pour le sous-sol de la ville. Le 22 mai 1863, le conseil municipal émit le constat que le pont en place ne garantissait plus une sécurité importante et pour cela devait être reconstruit en pierre avec une double voie charretière. La construction du pont, confiée à M. Bergignat, s'éleva à un coût de 16 995 francs mais en raison des modifications et travaux imprévus, le coût s'éleva à 22 291 francs. Il est resté debout jusqu'en 1936. C'est la couverture du Gier, à l'emplacement de l'actuelle place de la libération, qui l'a fait disparaître.  

### Description
La passerelle comportait une seule pile avec un avant-bec, en maçonnerie et pierre de taille comme les culées, un platelage et des mains courantes en chêne, des câbles de suspension en fil de fer pesant 7,90 kg au mètre. 
Le pont mixe était composé de quatre travées en bois de chêne de 7,92 mètres d'ouverture, soutenues par trois piles en maçonnerie smillée sur une base en pierre de taille et protégées par des avant-becs également en pierre de taille, ainsi que les deux culées plus larges que les précédentes, reposant sur la roche dressée horizontalement. 
Le pont en maçonnerie était composé de quatre arches, dont les travées avaient une charpente de chêne, sur trois piles en maçonnerie smillé avec un avant-bec en pierre de taille. La largeur, prévue d'abord à 6 mètres, est portée le 11 août à 7 mètres, avec un mètre de largeur pour chaque trottoir dallé bordé de pierre de taille. Le cordon du pont qui supportera une balustrade en fer pour garde-corps sera de même nature. Quant à la chaussée bombée, elle était en cailloux roulés.

## Images

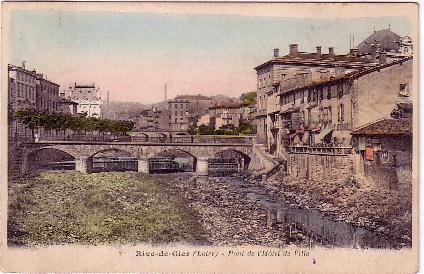
Pont Hôtel de Ville
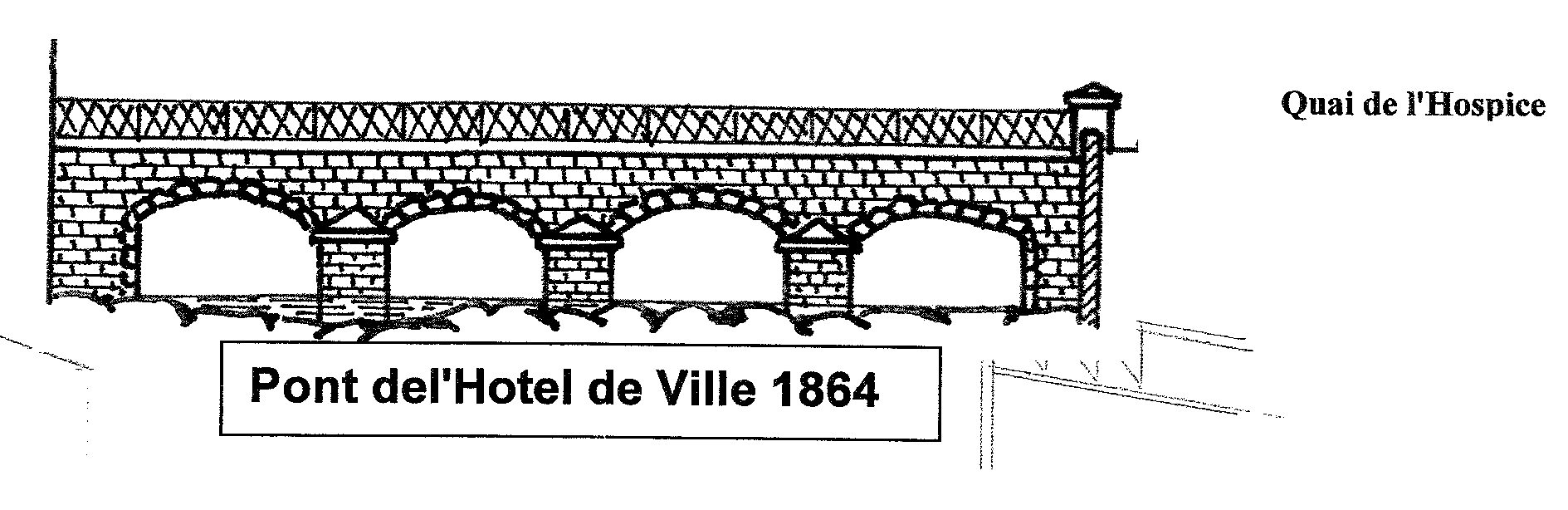
Croquis pont Hôtel de Ville
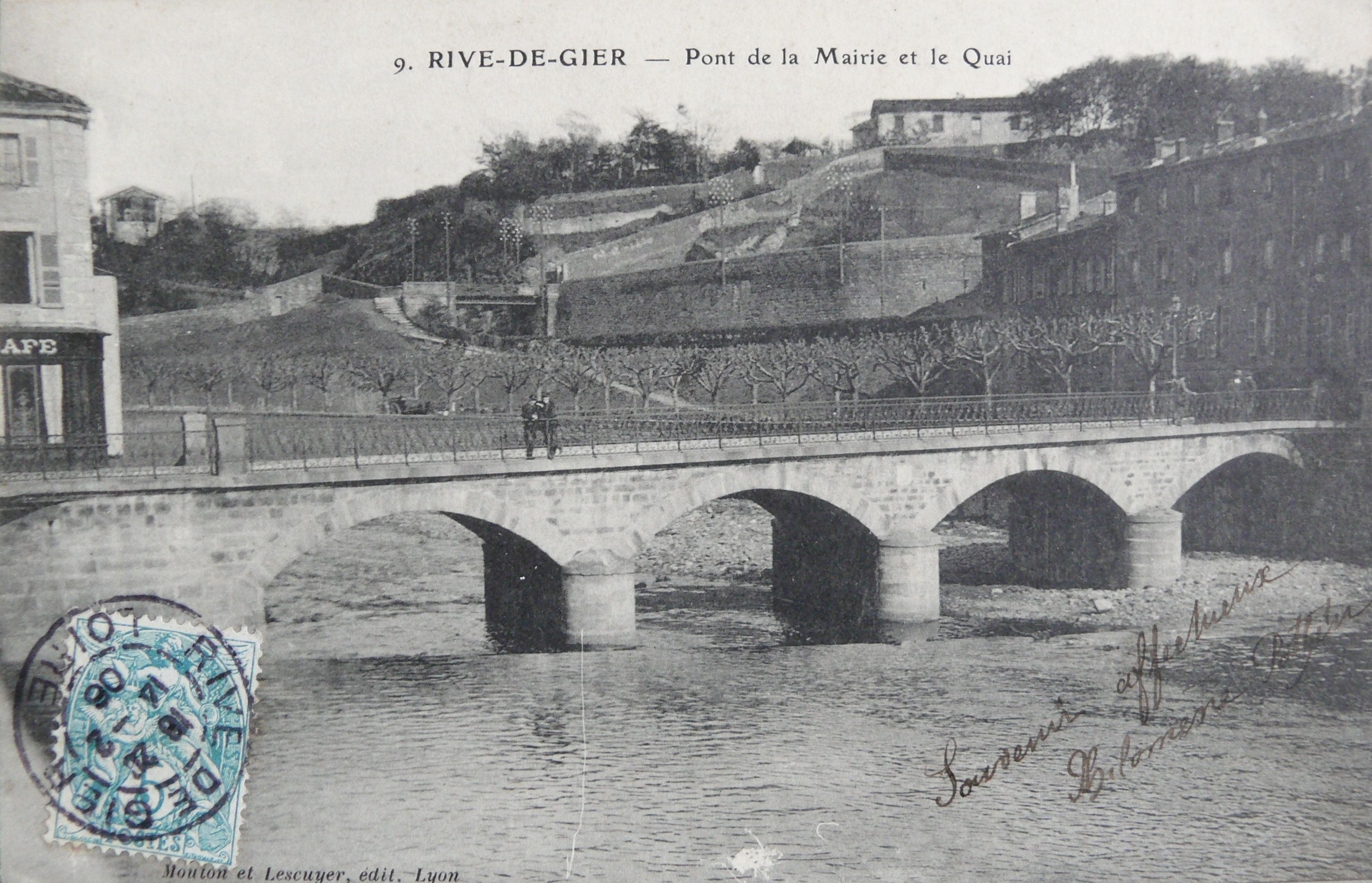
Pont Hôtel de Ville noir et blanc
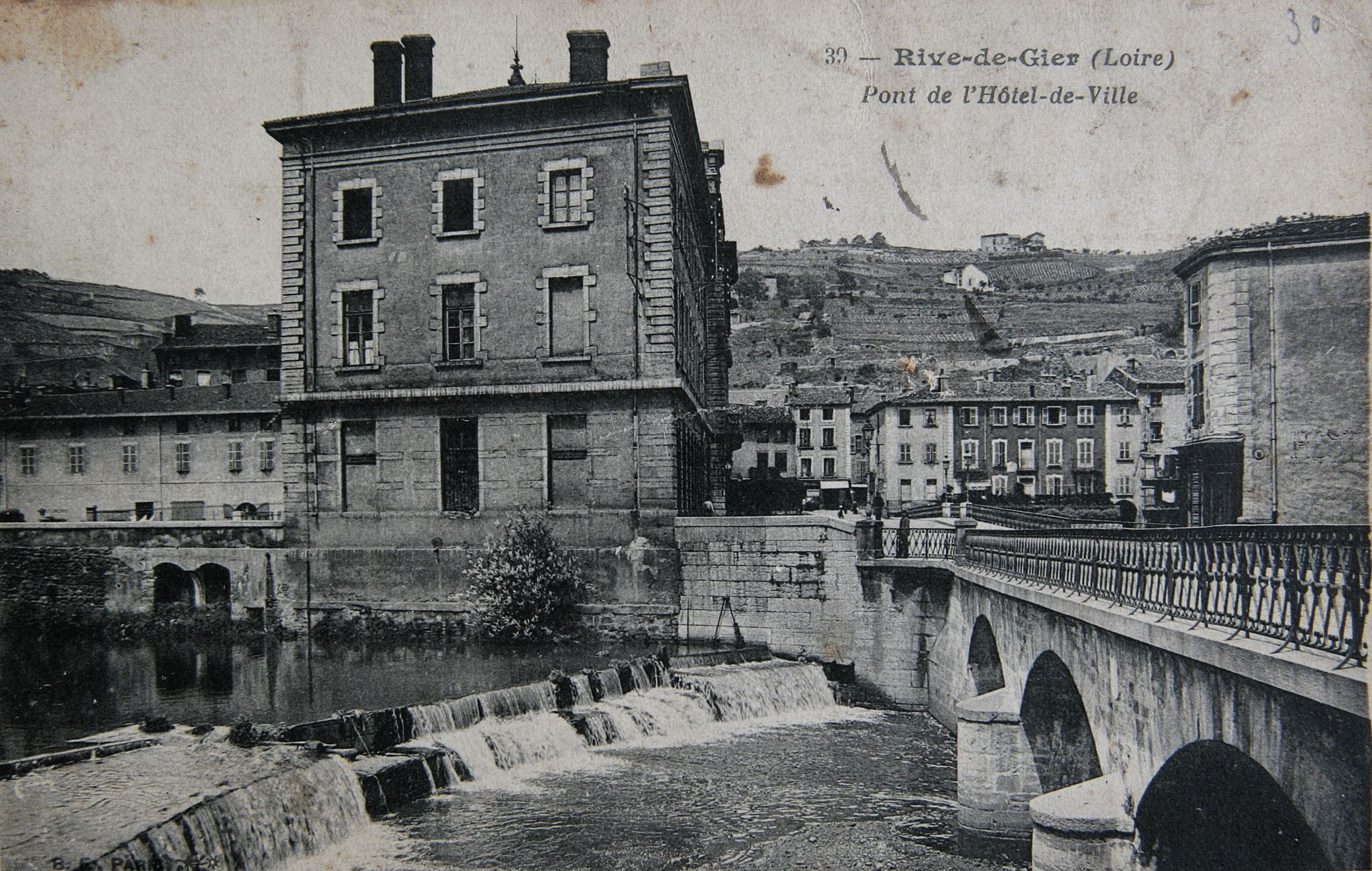
Vue de côté pont Hôtel de Ville
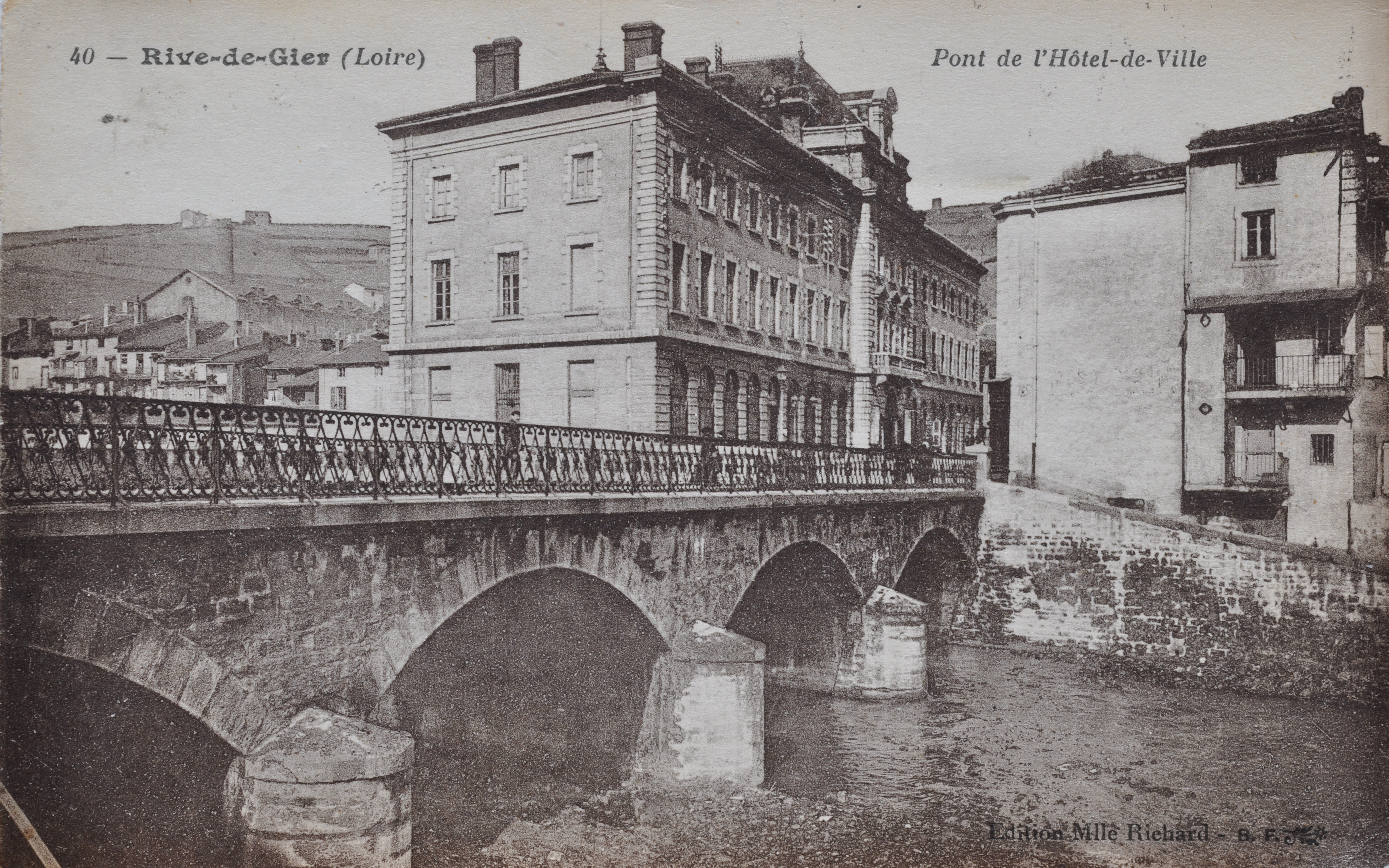
Vue pont Hôtel de Ville